# تشاك سالاس
تشاك سالاس (بالإنجليزية: Chuck Salas)‏ هو لاعب كرة قدم أمريكي في مركز الهجوم، ولد في 18 أغسطس 1977 في دالاس في الولايات المتحدة. لعب مع Dallas Lightning ‏.